# Science Advances
Science Advances (рус. Научные Успехи) — научный журнал Американской ассоциации содействия развитию науки (англ. The American Association for the Advancement of Science (AAAS)), основанный в 2015 году.

## Общие сведения
Первое упоминание о планирующемся начале издания «Science Advances» было сделано в феврале 2014 года, а первый выпуск состоялся через год, в феврале 2015 года.
Журнал стал первым исключительно интернет изданием среди рецензируемых, междисциплинарных журналов открытого доступа в системе Американской ассоциации содействия развитию науки. Выходит на английском языке.
Так как журнал начал выпускаться с 2015 года, расчёт его импакт-фактора, по мнению издателей, будет получен не ранее 2017 года.

## Финансирование издания
Первоначальные инвестиции в создание журнала сделаны Американской ассоциацией содействия развитию науки. Его дальнейшее финансирование предполагается осуществлять за счёт платы за публикацию (англ. Article processing charge (APC)), которая в 2015 году, в зависимости от ряда деталей, установлена до 4 тысяч долларов США за статью. По опыту предыдущих изданий, руководство журнала считает, что в реальности платить за публикации будут не сами их авторы, а спонсоры или заинтересованные организации.
По мнению некоторых критиков, назначенная за публикацию плата является чрезмерной.